# 高梨裕稔
高梨 裕稔（たかなし ひろとし、1991年6月5日 - ）は、千葉県茂原市出身のプロ野球選手（投手）。右投右打。東京ヤクルトスワローズ所属。

## 経歴

### プロ入り前
野球を始めたのは小学2年生の時。内野手だった中学生時代には、公式戦で安打を1本しか放てなかった影響で、下級生にレギュラーの座を奪われかけた時期があった。
千葉県立土気高等学校への進学直後には、友人からの誘いでサッカーへの挑戦を考えたものの、結局野球部へ入部。1年時の夏までは三塁手だったが、監督の勧めで、1年時の秋から投手へ転向した。投手転向の直後は122km/hだったストレートの最高球速が、3年時には142km/hを計測。甲子園出場はできなかったが、3年夏に自身の投球を見た高橋一三からの誘いで、当時高橋が硬式野球部の監督を務めていた山梨学院大学へ進学した。3年夏の千葉大会は3回戦で木更津総合に敗れた。
大学時代にはヤクルトスワローズの投手だった伊藤彰コーチや高橋の指導によって、関甲新学生野球のリーグ戦で活躍。3年時の春季リーグ戦には、読売ジャイアンツ (ファーム)との練習試合への登板中に右肘の違和感を訴えたことから、大事を取って登板しなかった。3年時の秋季リーグで実戦に復帰すると、延長15回にまで及んだ平成国際大学との初戦に、先発で168球を投げて完投勝利を達成。この勝利を皮切りに、5勝1敗という成績で、ベストナイン・最多勝利・最優秀防御率のタイトルを手にした。リーグ戦では、通算26勝を記録するとともに、ベストナインと最多勝利を2度ずつ獲得。練習試合で主力打者を完璧に抑えたことを機に、NPB球団のスカウトから注目されるようになった。
大学時代の1年後輩に、田中貴也が居る。
2013年のドラフト会議で、北海道日本ハムファイターズから4巡目で指名。契約金4000万円、年俸780万円（金額は推定）という条件で入団した。担当スカウトは川名慎一で、背番号は39。

### 日本ハム時代

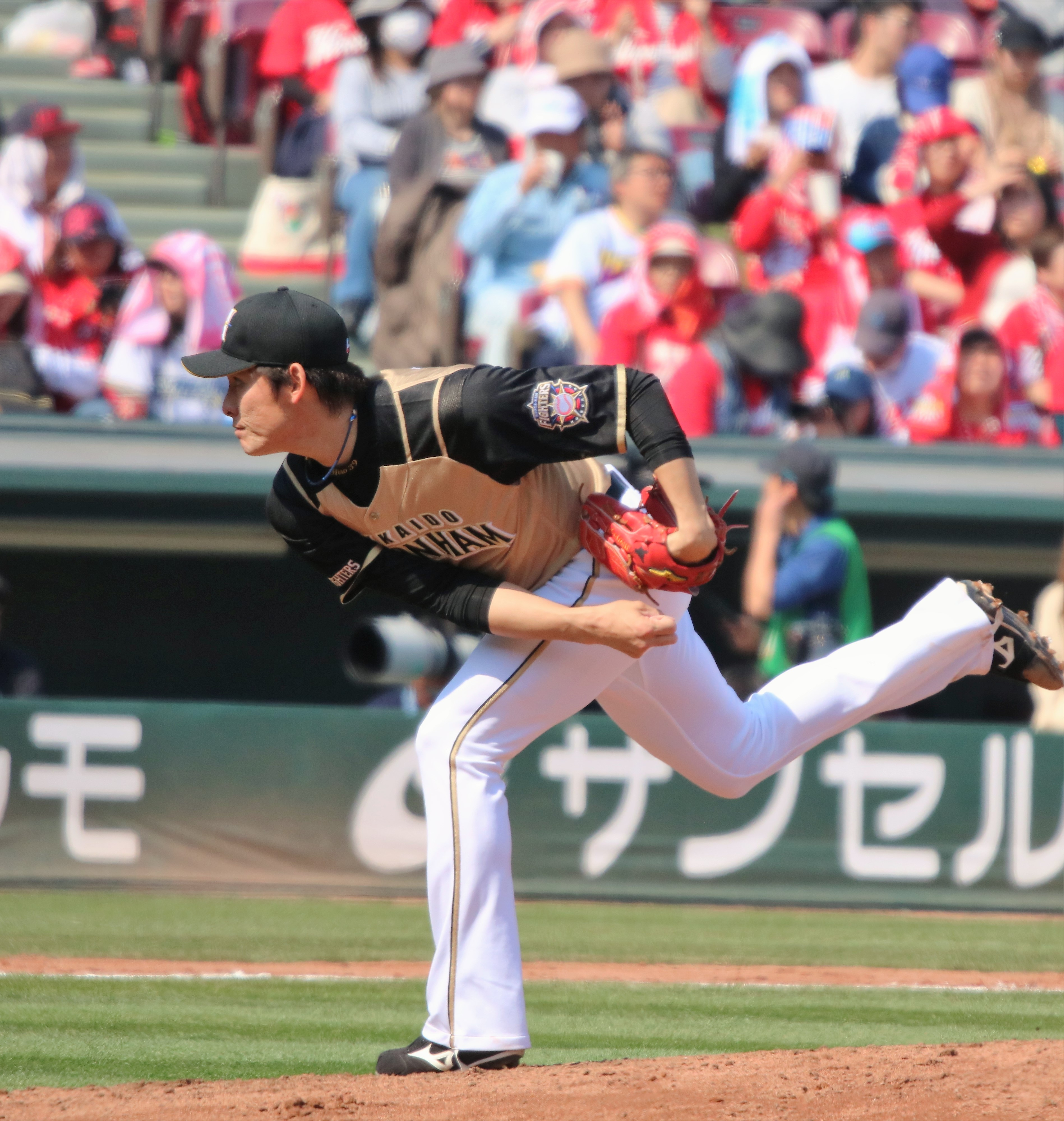
日本ハム時代
（2018年3月14日 マツダスタジアム）

2014年は、イースタン・リーグ公式戦17試合に登板し、1勝8敗1セーブ、防御率4.90で一軍公式戦への登板機会がなく、推定年俸760万円（20万円減）で契約更改する。
2015年は、5月3日の対千葉ロッテマリーンズ戦（QVCマリンフィールド）で先発投手として一軍にデビューした。しかし、3回1/3を投げて4失点を喫した末に敗戦投手になった。
2016年は、救援要員として初めての開幕一軍入りを果たすと、5月までの一軍公式戦23試合の救援登板で2勝2敗1ホールドを記録した。6月8日の対広島東洋カープ戦（札幌ドーム）からは、先発に再び転向。この試合で一軍での先発初勝利を挙げる。先発への転向後は、8月13日の対東北楽天ゴールデンイーグルス戦（楽天Koboスタジアム宮城）で一軍初の完投勝利を完封で挙げるなど、14試合の登板ながら8勝無敗という好成績でレギュラーシーズンを終え、10勝2敗1ホールド、防御率2.38を記録。ポストシーズンでは、福岡ソフトバンクホークスとのクライマックスシリーズ第4戦（10月15日）および広島との日本シリーズ第4戦（10月26日、いずれも札幌ドーム）で先発を任された。新人王の受賞資格を有するパ・リーグの投手ではただ1人レギュラーシーズンで2桁勝利（10勝）を挙げたことなどが高く評価されたため、日本シリーズの終了後にはパ・リーグの新人王に選ばれた。NPBの新人王を入団1年目以外の有資格者が受賞した事例は、2010年の榊原諒以来5年ぶり12人目。入団3年目以上の有資格者が受賞した事例は、2002年の正田樹（いずれも受賞時点では日本ハムに所属）以来14年ぶり5人目であった。ただし、高校以外のアマチュア球界からNPBの球団へ新たに入った選手が有資格者として入団3年目で受賞した事例は史上初めてである。
2017年は、先発登板した4月11日の対ソフトバンク戦で敗戦投手になり、前年途中から続いていたレギュラーシーズンにおける自身の連勝が10で止まったものの、5月2日の対ロッテ戦で自身2度目の一軍公式戦完封勝利を挙げた。セ・パ交流戦明けから調子を落とし、オールスター前に二軍落ちとなる。8月23日のオリックス・バファローズ戦で、1か月半ぶりに一軍復帰し、4勝目を挙げ、そこから4連勝でシーズンを終える。
2018年は、開幕から先発ローテーションに入り前半戦5勝5敗ながらローテーションを守っていたが、試合序盤に失点してしまう不安定な投球が目立ち、8月登板した2試合では立て続けに大量失点してしまったために二軍落ち。シーズンでは18試合に登板し、5勝7敗、防御率4.50で、被本塁打はリーグワーストの21本を記録。契約更改でも現状維持の3600万円でサインし、不安定なシーズン内容に巻き返しを誓っていた。

### ヤクルト時代
契約更改の6日後の2018年12月11日、秋吉亮・谷内亮太との2対2での交換トレードにより、太田賢吾とともに東京ヤクルトスワローズへ移籍することが発表された。背番号は14。
2019年は先発投手として期待され、開幕3戦目の対阪神タイガース戦に先発登板し見事移籍初先発初勝利を飾った。その後2連敗したものの、4月28日の対広島5回戦で本拠地初勝利を記録する。その後は安定せず、コントロールなどにも苦しみ防御率は6点台にまで膨れあがった。
2020年は開幕からローテーションに入り、18試合に登板。防御率は4.12と前年より改善されたが、勝ち星は3勝にとどまった。
2021年は全て先発で12試合に登板し、防御率3.63で4勝1敗を記録。自身の登板試合のチーム成績は10勝1敗1分だった。優勝マジック2で迎えた10月26日の対横浜DeNAベイスターズ戦は4回1失点と役割を果たした。チームが勝利した後、マジック対象の阪神が敗れて優勝が決定した。オリックスとの日本シリーズはヤクルト3勝2敗で迎えた11月27日の第6戦（神戸）に先発登板し、4回2/3を1失点で降板したが、チームは延長戦の末に勝利し、日本一が決定した。オフに、現状維持となる推定年俸3700万円で契約を更改した。
2022年は移籍後最多となる7勝を記録した。6月23日の対中日ドラゴンズ戦で9回を投げ切り、自身5年ぶりかつヤクルト加入後初の完封勝利を挙げた。しかし、夏場以降不調に陥り、オリックスとの再戦となった日本シリーズはベンチ外に終わった。ちなみに、レギュラーシーズンでは青柳晃洋とは4度投げ合う形となり、1勝3敗という内容だった。契約更改では600万増の4300万でサインした。
2023年は15試合に登板し、0勝3敗1ホールド、防御率4.69を記録。オフの契約更改でも800万円減の推定年俸3500万円でサインし、背番号も40へ変更された。
2024年は8試合に登板し、1勝4敗、防御率4.14を記録した。9月8日の阪神戦では、2年ぶりの勝利を挙げ、シーズン唯一の白星となった。オフの12月には、500万円減の推定年俸3000万円で契約を更改した。

## 選手としての特徴・人物
大学ではピッチングを基本から学ぶ。その結果、ストレートは140km/h台中盤に達し、縦に大きく割れるカーブとのコンビネーションでリーグ戦通算26勝を記録するまでに成長した。その他キレのあるフォークボールや、スライダーを投じる。プロ入り後の最速は151km/h。
愛称は「なっしー」。

## 詳細情報

### 年度別投手成績
| 年 度      | 球 団      | 登 板 | 先 発 | 完 投 | 完 封 | 無 四 球 | 勝 利 | 敗 戦 | セ 丨 ブ | ホ 丨 ル ド | 勝 率 | 打 者 | 投 球 回 | 被 安 打 | 被 本 塁 打 | 与 四 球 | 敬 遠 | 与 死 球 | 奪 三 振 | 暴 投 | ボ 丨 ク | 失 点 | 自 責 点 | 防 御 率 | W H I P |
| ---------- | ---------- | ----- | ----- | ----- | ----- | -------- | ----- | ----- | -------- | ----------- | ----- | ----- | -------- | -------- | ----------- | -------- | ----- | -------- | -------- | ----- | -------- | ----- | -------- | -------- | ------- |
| 2015       | 日本ハム   | 2     | 1     | 0     | 0     | 0        | 0     | 1     | 0        | 0           | .000  | 31    | 7.1      | 5        | 1           | 3        | 0     | 1        | 7        | 0     | 1        | 5     | 3        | 3.68     | 1.09    |
| 2016       | 日本ハム   | 37    | 14    | 1     | 1     | 1        | 10    | 2     | 0        | 1           | .833  | 439   | 109.2    | 79       | 6           | 36       | 0     | 4        | 86       | 0     | 0        | 30    | 29       | 2.38     | 1.05    |
| 2017       | 日本ハム   | 22    | 18    | 1     | 1     | 0        | 7     | 7     | 0        | 0           | .500  | 504   | 117.1    | 110      | 13          | 40       | 1     | 3        | 100      | 6     | 1        | 51    | 48       | 3.68     | 1.28    |
| 2018       | 日本ハム   | 18    | 18    | 1     | 0     | 0        | 5     | 7     | 0        | 0           | .417  | 459   | 110.0    | 110      | 21          | 28       | 1     | 3        | 78       | 2     | 0        | 61    | 55       | 4.50     | 1.25    |
| 2019       | ヤクルト   | 21    | 14    | 0     | 0     | 0        | 5     | 7     | 0        | 0           | .417  | 358   | 78.0     | 90       | 13          | 34       | 0     | 4        | 82       | 7     | 0        | 56    | 54       | 6.23     | 1.59    |
| 2020       | ヤクルト   | 18    | 17    | 0     | 0     | 0        | 3     | 6     | 0        | 0           | .333  | 412   | 94.0     | 101      | 11          | 38       | 3     | 0        | 84       | 3     | 0        | 43    | 43       | 4.12     | 1.48    |
| 2021       | ヤクルト   | 12    | 12    | 0     | 0     | 0        | 4     | 1     | 0        | 0           | .800  | 264   | 62.0     | 62       | 11          | 15       | 1     | 3        | 56       | 1     | 0        | 28    | 25       | 3.63     | 1.24    |
| 2022       | ヤクルト   | 20    | 19    | 1     | 1     | 0        | 7     | 9     | 0        | 0           | .438  | 447   | 102.2    | 103      | 11          | 41       | 1     | 6        | 84       | 2     | 0        | 51    | 49       | 4.30     | 1.40    |
| 2023       | ヤクルト   | 15    | 5     | 0     | 0     | 0        | 0     | 3     | 0        | 1           | .000  | 170   | 40.1     | 42       | 6           | 10       | 1     | 1        | 30       | 1     | 0        | 23    | 21       | 4.69     | 1.29    |
| 2024       | ヤクルト   | 8     | 6     | 0     | 0     | 0        | 1     | 4     | 0        | 0           | .200  | 158   | 37.0     | 44       | 7           | 8        | 3     | 1        | 37       | 2     | 0        | 19    | 17       | 4.14     | 1.41    |
| 通算：10年 | 通算：10年 | 173   | 124   | 4     | 3     | 1        | 42    | 47    | 0        | 2           | .472  | 3242  | 758.1    | 746      | 100         | 253      | 11    | 26       | 644      | 24    | 2        | 367   | 344      | 4.08     | 1.32    |

- 2024年度シーズン終了時
- 各年度の太字はリーグ最高

### 年度別守備成績
| 年 度 | 球 団    | 投手  | 投手  | 投手  | 投手  | 投手  | 投手     |
| 年 度 | 球 団    | 試 合 | 刺 殺 | 補 殺 | 失 策 | 併 殺 | 守 備 率 |
| ----- | -------- | ----- | ----- | ----- | ----- | ----- | -------- |
| 2015  | 日本ハム | 2     | 2     | 0     | 0     | 0     | 1.000    |
| 2016  | 日本ハム | 37    | 4     | 9     | 1     | 1     | .929     |
| 2017  | 日本ハム | 22    | 3     | 15    | 0     | 0     | 1.000    |
| 2018  | 日本ハム | 18    | 4     | 15    | 1     | 1     | .950     |
| 2019  | ヤクルト | 21    | 3     | 12    | 0     | 1     | 1.000    |
| 2020  | ヤクルト | 18    | 4     | 8     | 1     | 1     | .923     |
| 2021  | ヤクルト | 12    | 2     | 3     | 1     | 0     | .833     |
| 2022  | ヤクルト | 20    | 5     | 20    | 0     | 1     | 1.000    |
| 2023  | ヤクルト | 15    | 0     | 5     | 0     | 1     | 1.000    |
| 2024  | ヤクルト | 8     | 0     | 0     | 0     | 0     | ----     |
| 通算  | 通算     | 173   | 27    | 87    | 4     | 6     | .966     |

- 2024年度シーズン終了時

### 表彰
- 新人王（2016年）
- 日本プロスポーツ大賞最高新人賞（2016年）

### 記録
投手記録
- 初登板・初先発登板：2015年5月3日、対千葉ロッテマリーンズ8回戦（QVCマリンフィールド）、3回1/3を5被安打4失点（自責点3）で敗戦投手
- 初奪三振：同上、2回裏に根元俊一から見逃し三振
- 初勝利：2016年4月1日、対福岡ソフトバンクホークス1回戦（静岡県草薙総合運動場硬式野球場）、9回表に5番手として救援登板、1回無失点
- 初ホールド：2016年5月7日、対埼玉西武ライオンズ7回戦（西武プリンスドーム）、6回裏途中に2番手として救援登板、1/3回無失点
- 初先発勝利：2016年6月8日、対広島東洋カープ2回戦（札幌ドーム）、5回0/3を2失点（自責点1）
- 初完投勝利・初完封勝利：2016年8月13日、対東北楽天ゴールデンイーグルス15回戦（楽天Koboスタジアム宮城）、9回3被安打6奪三振

打撃記録
- 初打席：2016年6月15日、対横浜DeNAベイスターズ2回戦（横浜スタジアム）、2回表に石田健大から空振り三振
- 初安打：2019年6月30日、対読売ジャイアンツ11回戦（秋田県立野球場）、4回裏にC.C.メルセデスから中前安打
- 初打点：2022年6月5日、対埼玉西武ライオンズ3回戦（明治神宮野球場）、2回裏にディートリック・エンスから中前適時打

### 背番号
- 39（2014年[6] - 2018年）
- 14（2019年[16] - 2023年）
- 40（2024年[26] - ）